# Hartentroef
Hartentroef is een hoorspel van Maxwell Charles Cohen. Die Welle der einsamen Herzen werd op 22 februari 1965 door de Hessischer Rundfunk uitgezonden. Jan Hardenberg vertaalde het en de AVRO zond het uit op donderdag 12 maart 1970, met muzikale bijdragen en composities van Piet Sonneveld. De regisseur was Dick van Putten. Het hoorspel duurde 50 minuten.

## Rolbezetting
- Jan Borkus (Jerry Janus)
- Hans Veerman & Hans Karsenbarg (twee omroepers)
- Huib Orizand, Frans Somers, Willy Ruys & Jan Wegter (vier mannen)
- Jan Wegter (Rus)
- Fé Sciarone (Grace)
- Eva Janssen, Gerrie Mantel, Nel Snel & Joke Hagelen (vier vrouwen)
- Joke Hagelen (omroepster)
- Fé Sciarone (huishoudfee)
- Nel Snel (moeder)
- Gerrie Mantel (kind)
- Willy Ruys (vader)

## Inhoud
Het is vijf voor twaalf. “Radio Hartentroef” opent zijn programma: “Hier,” zegt omroeper Jerry Janus, “is de hartlijn van VERO’s Hartentroef. Hallo, hallo, iedereen, de hartlijn is open. Voelt u zich bedroefd, terneergeslagen? Kwellen u duizend vragen? Maak dan een eind aan al dat plagen! Hallo, hier de Hartentroef hartlijn… van hart tot hart.” De leiding van het radiostation van omroeper Jerry Janus is er rotsvast van overtuigd dat een ontwikkeld publiek ook een waakzaam en gewaarschuwd publiek is. Het brengt daarom een aantal belangrijke boodschappen en geeft antwoord op alle vragen…